# Вілла-Ада
Вілла-Ада(італ. Villa Ada) — найбільший парк у Римі, Італія (182 га). Вона розташована у північно-східній частині міста. Її найвища точка 67 м — Гора Антенне, місце археологічних розкопок.

## Історія
Ця лісиста місцевість належала італійській королівській родині (Савойському дому) в другій половині XIX століття. Тут розміщувалась королівська резиденція (1872—1878). В 1878 році територія перейшла під контроль графа Тельфнера із Швейцарії, який назвав її на честь своєї дружини Ади. Савойський дім відновив контроль над ділянкою в 1904 році, але назву не змінив і розпоряджався районом до 1946 року.

## Сучасний стан
Станом на 2009 рік у області знаходяться як державні, так і приватні райони. Громадські місця перебувають під контролем ради Риму; приватні ділянки знаходиться під контролем посольства Єгипту, хоча міська рада зробила офіційну вимогу, щоб взяти під контроль весь район. Закрита частина знаходиться під постійним патрулюванням поліції або військовослужбовців.
Відкрита частина парку набагато більша, ніж приватні райони. Вона містить штучні озера й багато дерев, у тому числі кам'яних сосен, дубів, лаврів і дуже рідкісних метасеквой, імпортованих з Тибету в 1940 році. Вхід в парк безкоштовний. Тут можна орендувати каное, велосипеди або коні. Існує великий плавальний басейн. З 1994 року, протягом літа у парку був музичний фестиваль і «Рома Incontra Il Mondo» (Рим відповідає світу) Фестиваль проти расизму, війни і страт.
Існує італійська група реггі яка називається називається «Villa Ada Posse».

## Галерея

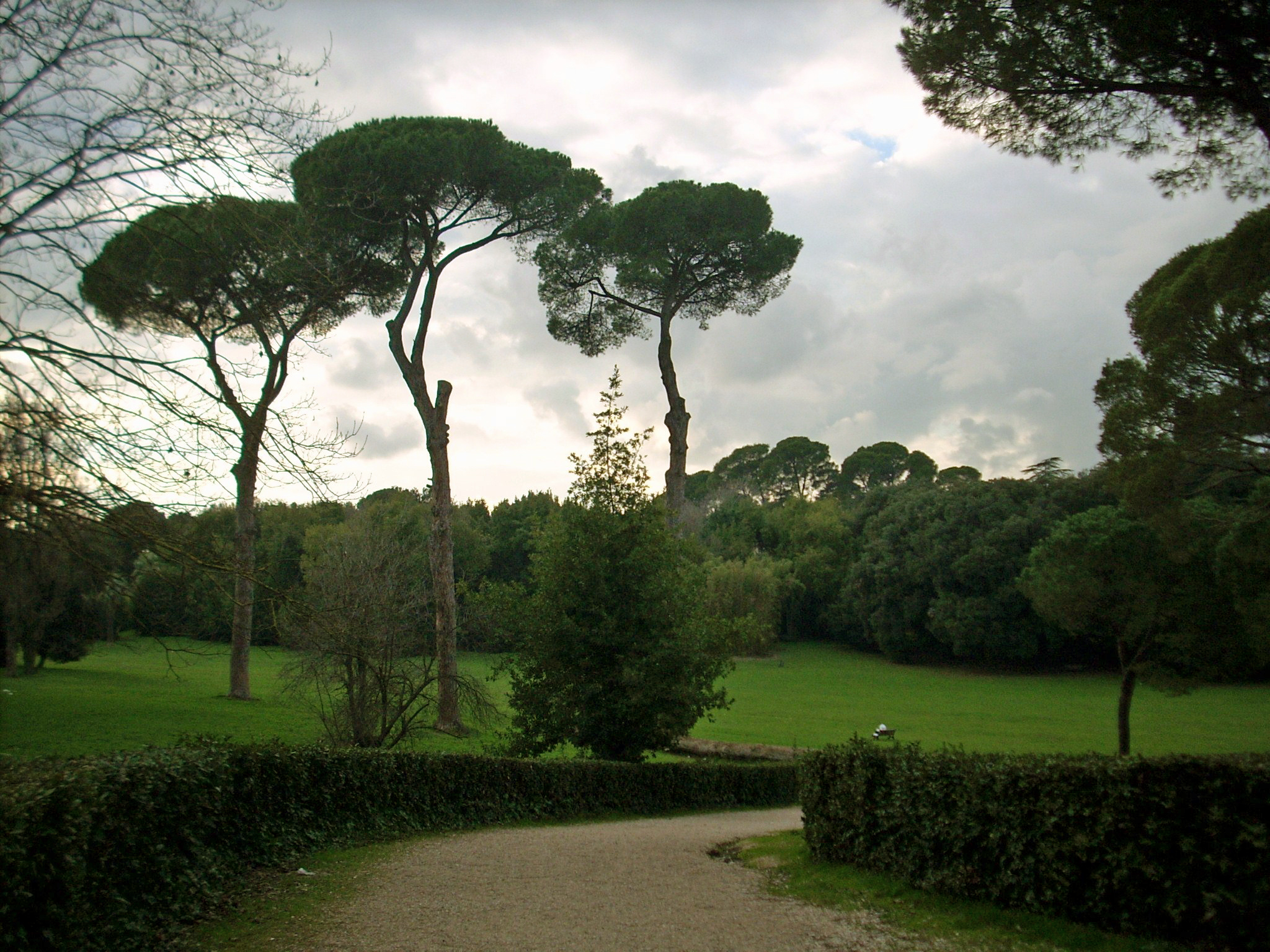
Вілла Ада
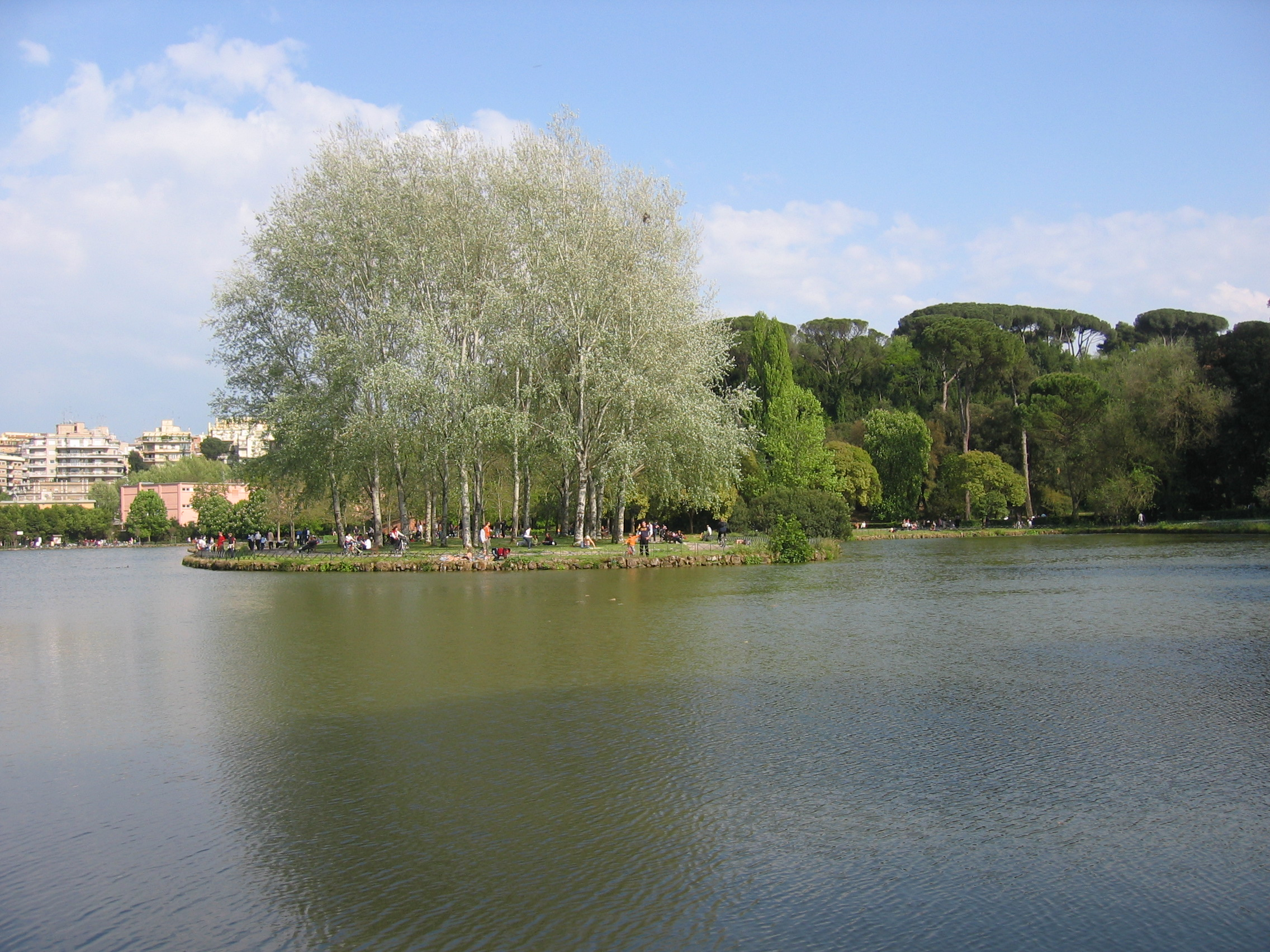
Острів на Вілла Ада
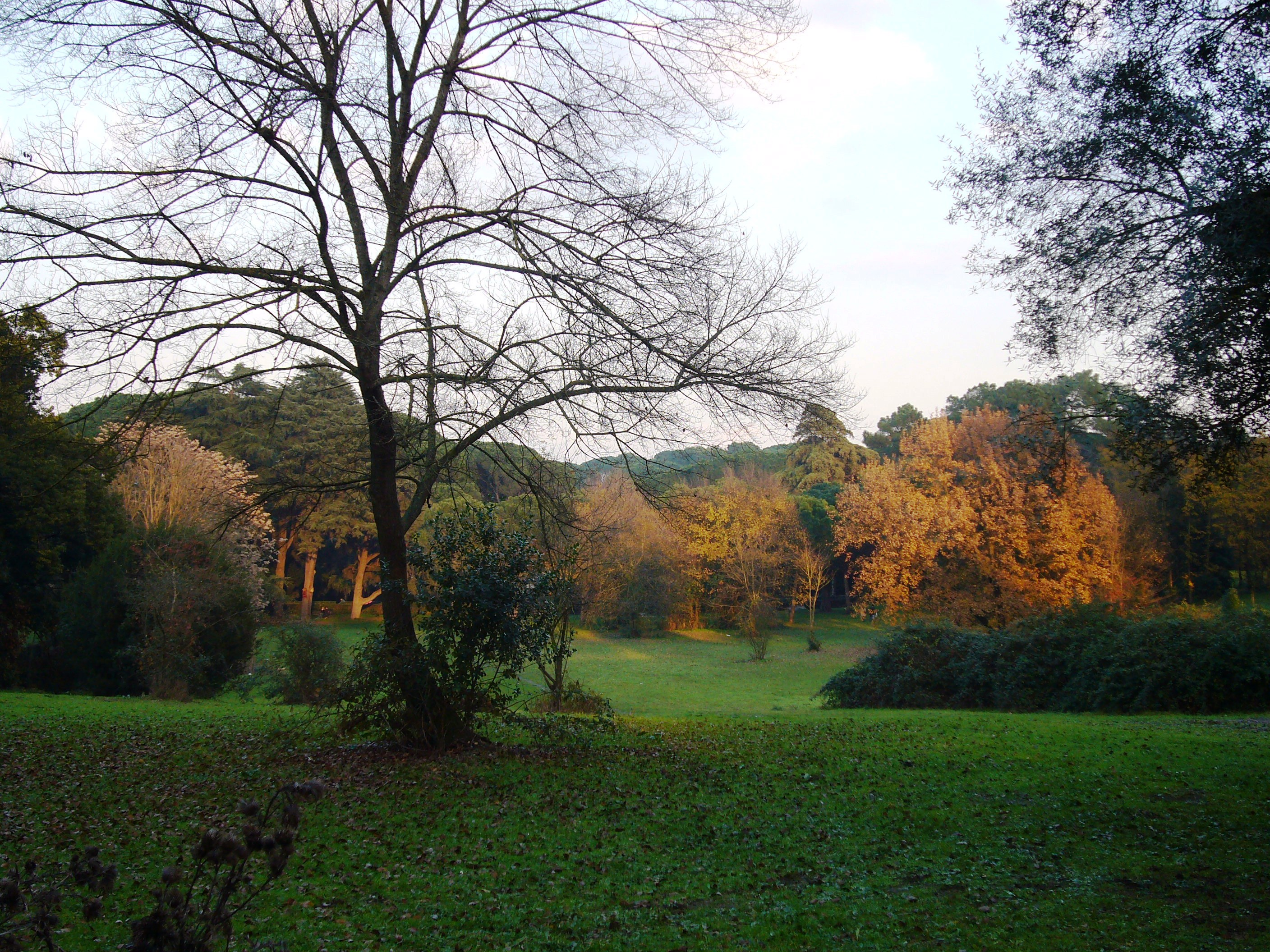
Парк
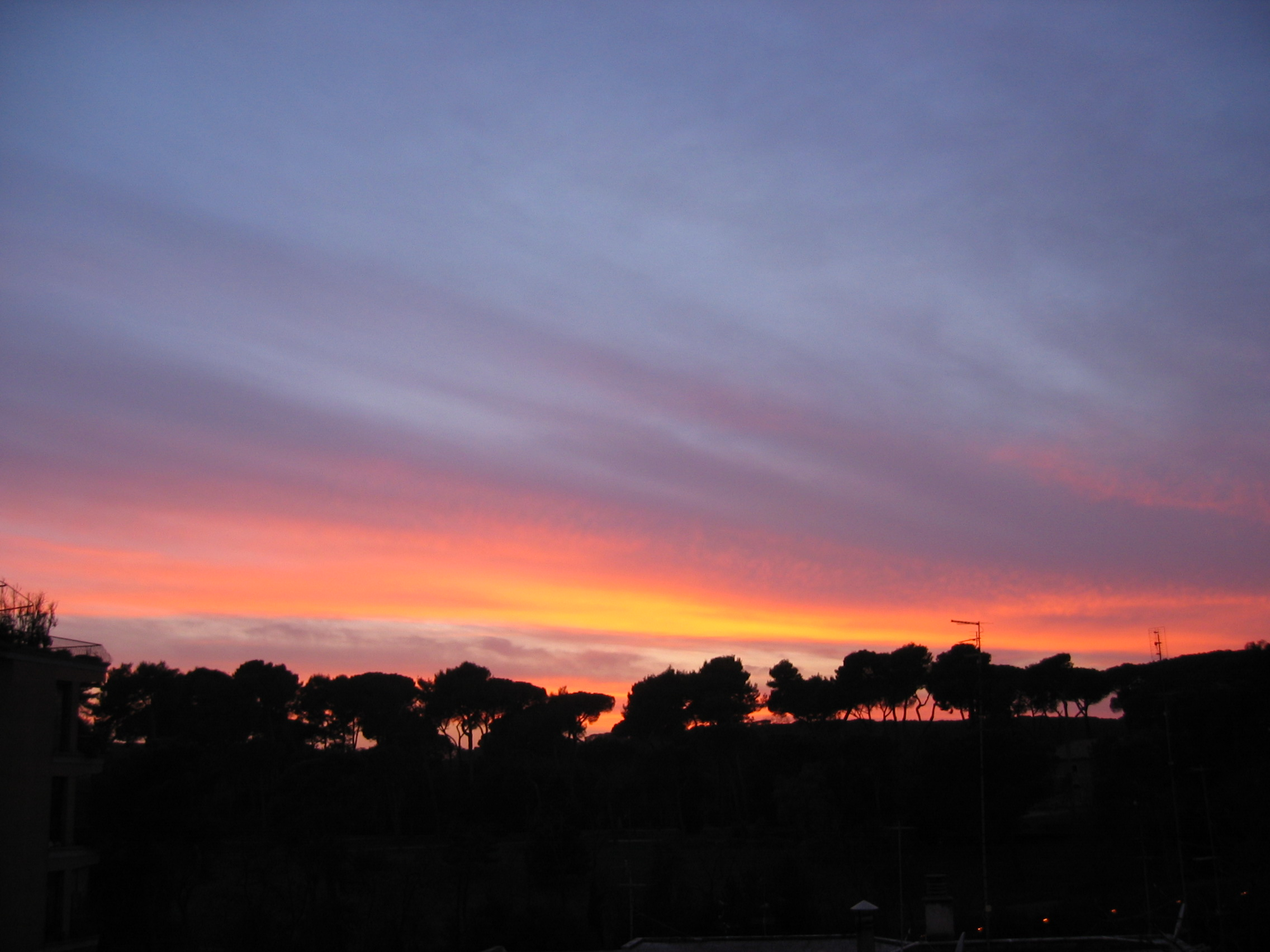
Захід сонця